# Ливарний пригар
Лива́рний прига́р (англ. burnt-on sand) — міцно з'єднаний з поверхнею виливка шар формувального матеріалу, що утворився від взаємодії розплавленого металу виливка з матеріалом ливарної форми. Товщина шару може досягати 30…40 мм. У деяких країнах пригар товщиною понад 4 мм класифікується як нарости.

## Класифікація
Залежно від характеру з'єднання зерен формувальної і стрижневої суміші ливарний пригар поділяють на механічний, хімічний і термічний.
Механічний пригар — це шар формувальної або стрижневої суміші, скріплений металом, який проник між зернами.
При хімічному пригарі — це зерна піску зв'язані продуктами хімічних реакцій, що відбуваються між металом і матеріалом форми.
Термічний пригар утворюється без прямої участі розплаву металу. Зазвичай це зерна піску, сполучені у монолітну масу легкоплавкими сполуками, які утворюються внаслідок реакцій між компонентами формувальної суміші. Піски, що містять легкоплавкі сполуки, особливо схильні до утворення термічного пригару. Термічний пригар слабко зв'язаний з поверхнею виливка й відокремлюється від нього без особливих зусиль. Часто термічний пригар утворюється над шаром механічного чи хімічного пригару.
Поділ ливарного пригару на механічний і хімічний певною мірою є умовним. На межі метал — форма спочатку мають місце хімічні реакції, продукти яких сприяють проникненню металу у пори форми.

## Пригар як дефект виливка
Пригар — один з поширених дефектів на виливках з чорних металів. За статистичними даними, на очищення від пригару витрачається у середньому 12…15 % від усього часу виробництва виливок. Незважаючи на певні успіхи у попередженні пригару, ще не всі процеси, пов'язані з утворенням пригару, достатньо вивчені й не існує єдиних рекомендацій з його недопущення.
Важко відокремлюваний пригар отримується при проникненні металу або продуктів реакції металу з формою на глибину, що перевищує розмір зерна кварцу. Якщо глибина проникнення менша, то пригар легко відділяється від виливка, залишаючи на ньому відбитки зерен кварцу. Величина відбитків визначає ступінь шорсткості виливків. У деяких країнах ступінь шорсткості поверхні виливків оцінюється за спеціальними еталонами.
При використанні дрібніших пісків ступінь шорсткості поверхні виливків зменшується.

## Причини виникнення пригару та його попередження
Причинами утворення пригару можуть бути: висока температура заливки розплаву, підвищений тиск його при заливанні форми, недостатня вогнетривкість формувальної суміші тощо. Метал проникає у пори форми, поки він перебуває в рідкому стані, тобто від моменту заливання до початку утворення твердого шару.
Основним засобом боротьби з пригаром є застосування протипригарних покриттів.
З пригаром борються шляхом створення газового середовища між стінкою форми і металом (газової «сорочки»), що перешкоджає окисненню (у суміш вводять мелене вугілля) або штучним окисненням поверхні виливка (уводять марганцевисту руду) для полегшення відокремлення пригару від поверхні виливка. З цією ж метою сирі форми опилюють молотим деревним вугіллям, кварцом, а сухі — фарбують спеціальними формувальними фарбами.